# Ördögcsáklya

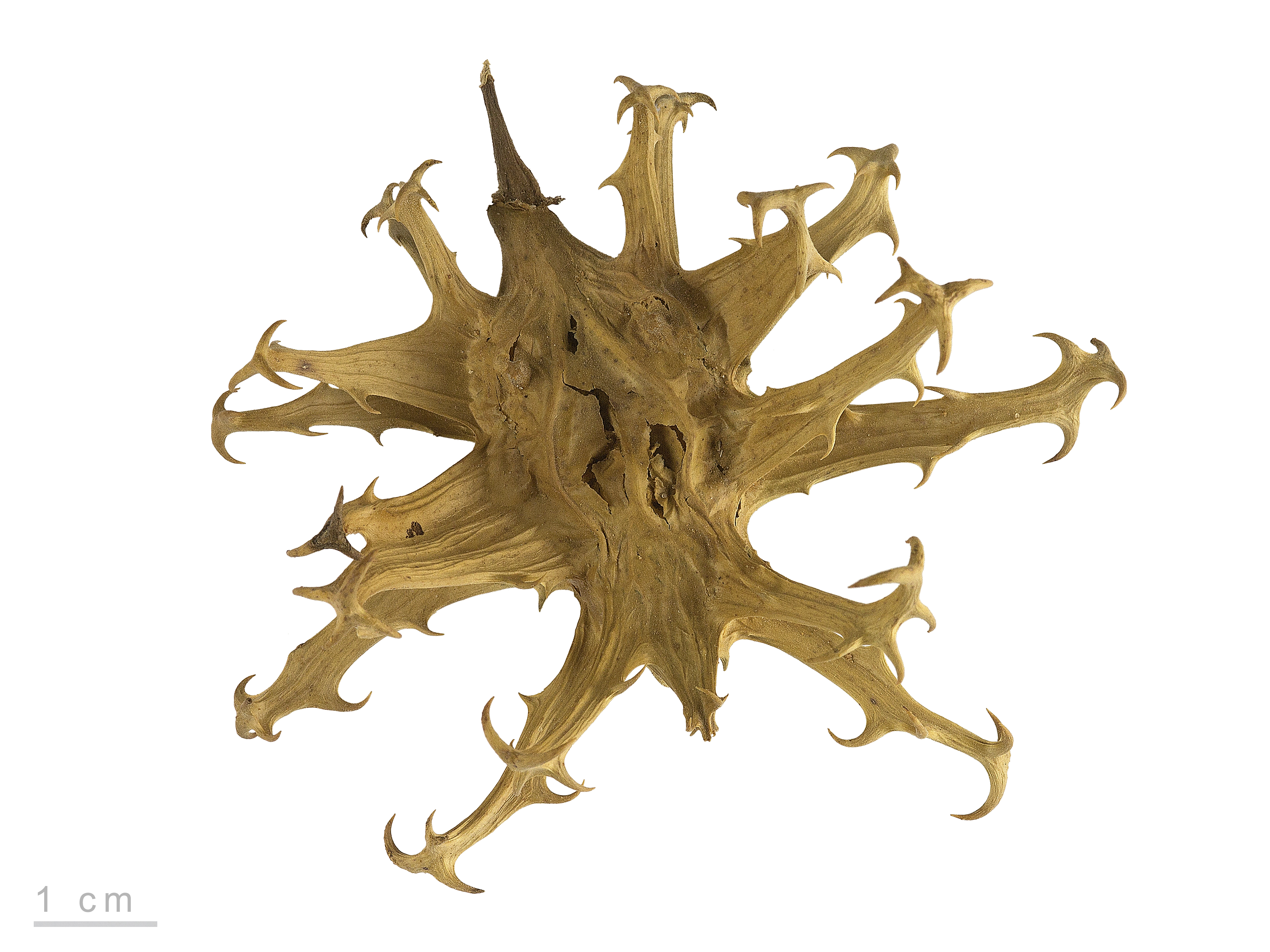
Harpagophytum procumbens száraz termése a toulouse-i múzeum gyűjteményében

Az ördögcsáklya (Harpagophytum) a kétszikűek (Magnoliopsida) osztályába, ezen belül az ajakosvirágúak (Lamiales) rendjébe és a Pedaliaceae családjába tartozó nemzetség.

## Fajok
A nemzetségbe mindössze két fajt sorolnak:
- Harpagophytum procumbens
- Harpagophytum zeyheri

## Botanikai leírás
Az ördögcsáklya évelő, lágyszárú növény, amely hosszú, karó alakú főgyökérből és húsos, oldalirányban elágazó gumós másodlagos gyökerekből áll. Ezek a gumók raktározzák a gyógyhatású hatóanyagokat.
Szára elterülő, akár 1,5 méter hosszúra is megnőhet, ritkán felemelkedő hajtásokat hoz. Levelei átellenes állásúak, szeldelt vagy karéjos szélűek, felszínükön szőrözöttek. A magánosan nyíló, tölcsér alakú virágok 4–6 cm hosszúak, pártájuk alsó része sárga, felső része bíbor vagy ibolyásvörös színű. A termés nagy, fás, ökölnyi méretű, jellegzetes kampós, hegyes tüskékkel, amelyek az állatok végtagjába vagy szőrébe akadva biztosítják a terjedést.

## Jellemzése
A H. procumbens Namíbia keleti, Botswana déli és Dél-Afrika északi, félsivatagos vidékein, míg a H. zeyheri Namíbia északi és Angola déli részén őshonos.
Évelő növény. Kúszó szárán a levelek keresztben átellenesek, magánosan álló virágai alul sárga, feljebb élénkpiros pártájúak. Ökölnagyságú barnás, fás termése hegyes végű, kampós kinövéseket visel. Ezekkel beleakad a patások patájába, az afrikai elefánt talpába vagy a strucc lábába, így terjed. A mezítláb járó emberen súlyos sebeket ejthet.

## Történeti és népi felhasználás
Az ördögcsáklya gyógyászati célú felhasználása a dél-afrikai szan (busman) és bantu népek hagyományos gyógyászatában több évszázadra nyúlik vissza. Főzetét láz, emésztési zavarok, bőrproblémák és reumás fájdalmak kezelésére alkalmazták.
A növényt a 20. század elején német gyarmati orvosok figyelték meg Namíbiában, majd Európába szállították, ahol először 1910 körül kezdték tudományosan vizsgálni. A „ördögcsáklya” elnevezés a termés kampós, karomszerű tüskéire utal, amelyek könnyen beleakadnak állatok és emberek bőrébe.  

## Gyógyhatása
A növény gyulladáscsökkentő és fájdalomcsillapító hatását klinikai kísérletek igazolták. Több mint 600 degeneratív ízületi betegségben szenvedő személynél folytatott vizsgálat alapján bebizonyosodott, hogy a betegség fajtájától függően a növény hatékonysága 42%-85%-os. A legújabb kutatások szerint a növény az impotencia kezelésében is hatékony, valamint hatásos fájdalomcsillapító.

## Hatóanyagok és hatásmechanizmus
A növény gyógyhatásai főként a gumós gyökerekben található iridoid glikozidoknak, elsősorban a harpagozidnak, procumbidnek és harpagidnek köszönhetők. Ezen vegyületek gyulladáscsökkentő hatása részben a prosztaglandin-szintézist katalizáló COX-2 enzim gátlásán alapul. A harpagozid emellett antioxidáns tulajdonságokkal is rendelkezik, ami hozzájárulhat a szövetkárosodás mérsékléséhez.  
Klinikai vizsgálatok szerint a H. procumbens kivonata hatékonyan csökkenti a derékfájdalmat, osteoarthritis és reumás panaszok tüneteit, javítva a betegek mozgásképességét és életminőségét.

## Felhasználása
Az ördögcsáklya belsőleg manapság elsősorban enyhe reumás fájdalmaknál ajánlott. Enyhe ízületi fájdalmak csökkentésére belsőleg és külsőleg egyaránt alkalmas.
Előfordulhat, hogy a növény hasmenést okoz. Terhesség és szoptatás alatt nem ajánlott.

## Toxikológia és ellenjavallatok
Az ördögcsáklya megfelelő adagban általában biztonságos, de nagyobb dózisban emésztőrendszeri mellékhatások (pl. hasmenés, gyomorpanasz) jelentkezhetnek.
Nem ajánlott gyomor- vagy nyombélfekély esetén, mivel fokozhatja a gyomorsavtermelést. Terhesség és szoptatás alatt kerülendő, mert állatkísérletekben méhösszehúzó hatást figyeltek meg.
Cukorbetegség vagy vérnyomáscsökkentő kezelés alatt álló betegeknél óvatosság szükséges, mivel a növény mérsékelten csökkentheti a vércukor- és vérnyomásértékeket, és kölcsönhatásba léphet gyógyszerekkel.  